# Foncteur plein et fidèle
En théorie des catégories, un foncteur plein (respectivement fidèle) est un foncteur dont la restriction à chacun des ensembles de morphismes est surjectif (respectivement injectif).

## Définition

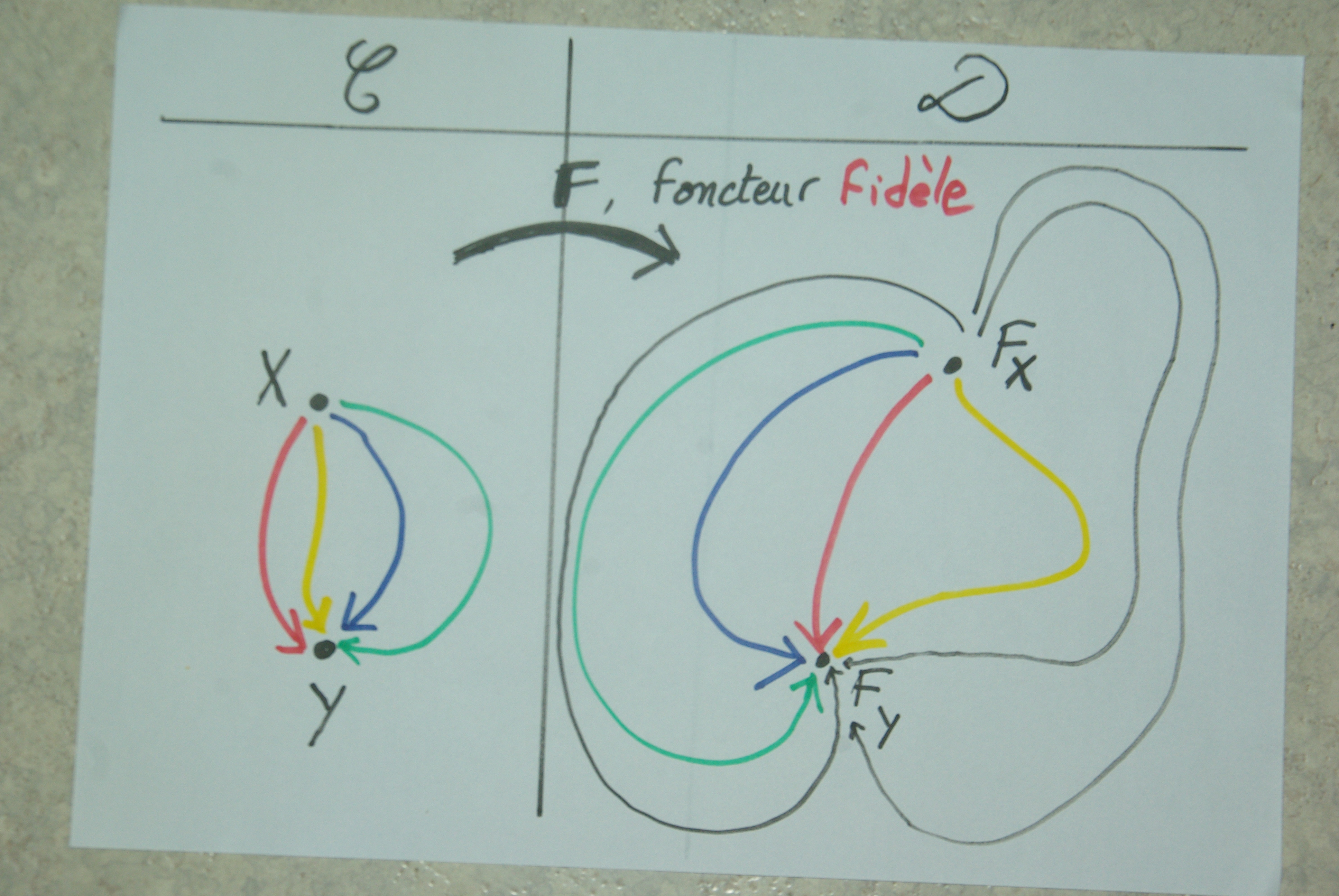
Illustration de la définition d'un foncteur fidèle

Soient C et D deux catégories et F : C → D un foncteur de C dans D. Pour X et Y des objets de C, le foncteur F induit une fonction
{\displaystyle F_{X,Y}\colon \mathrm {Hom} _{\mathcal {C}}(X,Y)\rightarrow \mathrm {Hom} _{\mathcal {D}}(F(X),F(Y))}
Le foncteur F est dit :
- fidèle si pour tout X, Y dans C, FX, Y est injective[1],[2] ;
- plein si pour tout X, Y dans C, FX, Y est surjective[1],[2] ;
- pleinement fidèle si pour tout X, Y dans C, FX, Y est bijective.

## Propriétés
Un foncteur fidèle n'a pas nécessairement besoin d'être injectif sur les objets ou les morphismes des catégories mises en jeu. Deux objets X et X' peuvent s'envoyer sur le même objet dans D (c'est la raison pour laquelle l'image d'un foncteur pleinement fidèle n'est pas forcément isomorphe à son domaine), et deux morphismes f : X → Y et f' : X' → Y' peuvent s'envoyer sur le même morphisme dans D.
De la même manière, un foncteur plein n'est pas forcément surjectif sur les objets ou sur les morphismes. Il peut y avoir des objets de D qui ne sont pas de la forme FX avec X dans C, et des morphismes entre ces objets ne peuvent alors pas être image d'un morphisme de C.
Un foncteur pleinement fidèle est cependant injectif à isomorphisme près sur les objets. C'est-à-dire que si F : C → D est pleinement fidèle et {\displaystyle F(X)\cong F(Y)} alors {\displaystyle X\cong Y}.

## Exemples
- Le foncteur d'oubli U : Grp → Set est fidèle car tout morphisme entre deux groupes est une application entre leurs ensembles sous-jacents. Il n'est pas plein car certaines applications entre deux groupes ne sont pas des morphismes de groupes[3].

Une catégorie avec un foncteur fidèle vers Set est (par définition) une catégorie concrète et en général, ce foncteur d'oubli n'est pas plein.
- Le foncteur d'inclusion Ab → Grp, de la catégorie des groupes abéliens vers celle des groupes, est pleinement fidèle, car tout morphisme de groupes abéliens est un morphisme de groupes et tout morphisme de groupes entre deux groupes abéliens est un morphisme de groupes abéliens.